# Jerada (provins)
Jerada (arabiska: إقليم جرادة, franska: Province de Jerada) är en provins i Marocko.   Den ligger i regionen Oriental, 400 km öster om huvudstaden Rabat. Antalet invånare är 105 840. Arean är 8 640 kvadratkilometer.